# Manuel María Caballero (prowincja)

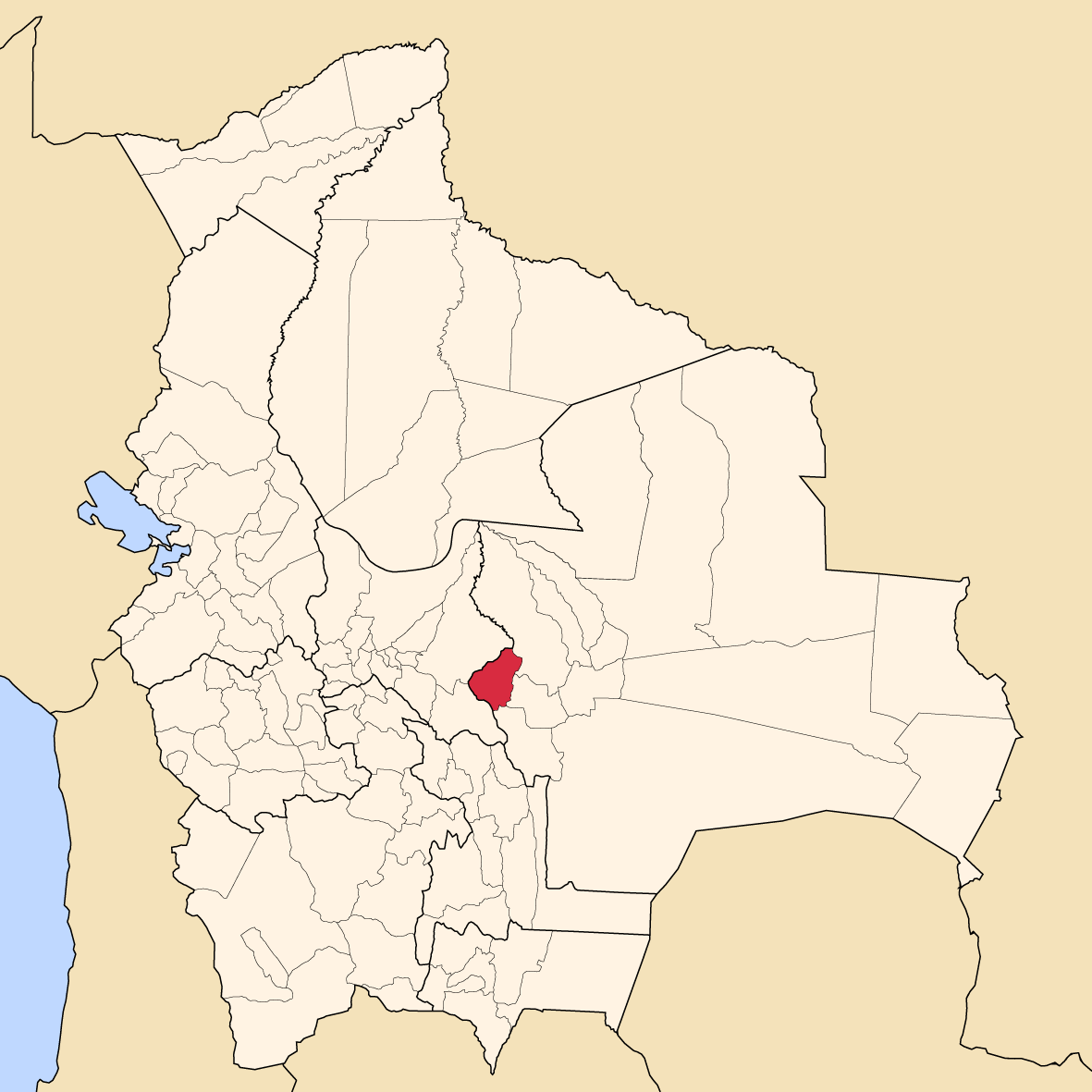
Manuel María Caballero (prowincja)

Manuel María Caballero - prowincja departamentu Santa Cruz we wschodniej Boliwii. Stolicą prowincji jest San Ignacio de Velasco. Ludność 56.702. Powierzchnia:65.425